# 第一帕提亚军团
第一帕提亚军团（英語：Legio I Parthica）古罗马军队建制名称。由罗马帝国君主塞普蒂米烏斯·塞維魯于公元197年建立，约存在于公元5世纪早期。活动于古罗马所统治的美索不达米亚等地区，该军团曾参加罗马对萨珊波斯的战争并发挥作用，具有重要地影响与积极意义。